# Nyctemera leuctra
Nyctemera leuctra är en fjärilsart som beskrevs av Swinhoe 1903. Nyctemera leuctra ingår i släktet Nyctemera och familjen björnspinnare. Inga underarter finns listade i Catalogue of Life.